# De Haan

## Características gerais
De Haan é um município belga do distrito de Oostende e província de Flandres Ocidental. O município compreende as vilas de De Haan propriamente dita e ainda as de  Klemskerke, Vlissegem e Wenduine. Em 1 de Janeiro de 2006, o município tinha uma população de 11.925 habitantes, uma superfície de  42,17 km² , correspondendo a uma densidade populacional de  283 habitantes por km².
A vila costeira de De Haan tem mantido Uma baixa altura de construções e são visíveis as construções do estilo da   Belle Époque são ainda visíveis.
Um dos seus habitantes mais famosos foi Albert Einstein, que viveu aí seis meses em 1933 depois de deixado a Alemanha nazi.

## Deelgemeenten
O município de De Haan encontra-se subdividido em três deelgemeenten. No quadro abaixo pode-se ver a área e a população de cada uma. De referir que a vila de De Haan pertence às deelgemeenten de Klemskerke e Vlissegem.
| #   | Nome                                                               | Superfície(km²) | População (2006)      |
| --- | ------------------------------------------------------------------ | --------------- | --------------------- |
| I   | Klemskerke - Klemskerke-Dorp - De Haan-Centrum (parte) - Vosseslag | 20,66           | 6.013 566 3.812 1.635 |
| II  | Vlissegem - Vlissegem-Dorp - De Haan-Centrum (parte)               | 16,66           | 1.985 670 1.315       |
| III | Wenduine                                                           | 4,85            | 3.929                 |

Fonte: Website De Haan http://www.dehaan.be

## Galeria de fotos

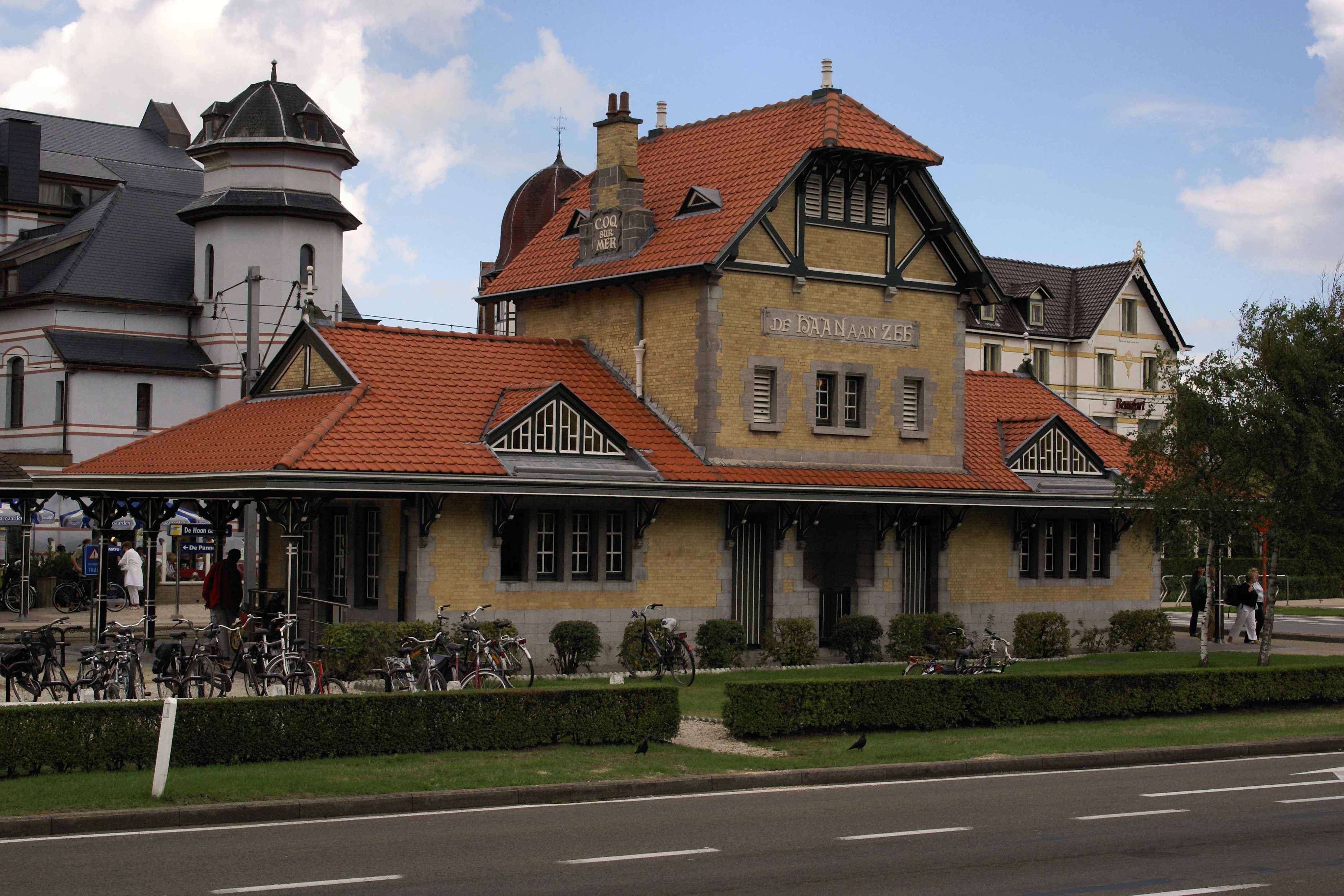
Estação do eléctrico ou (bonde)
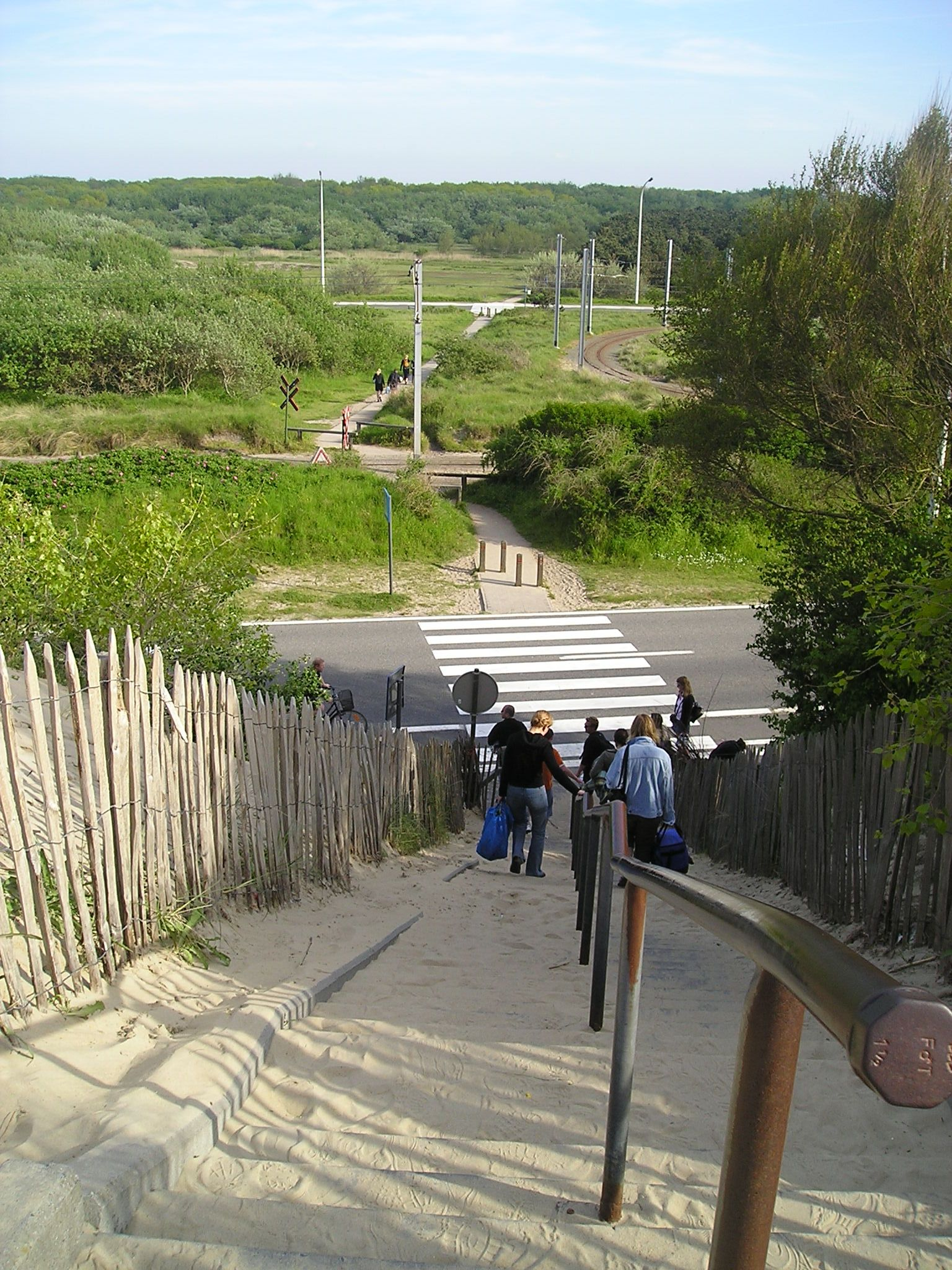
Dunas entre De Haan e Wenduine
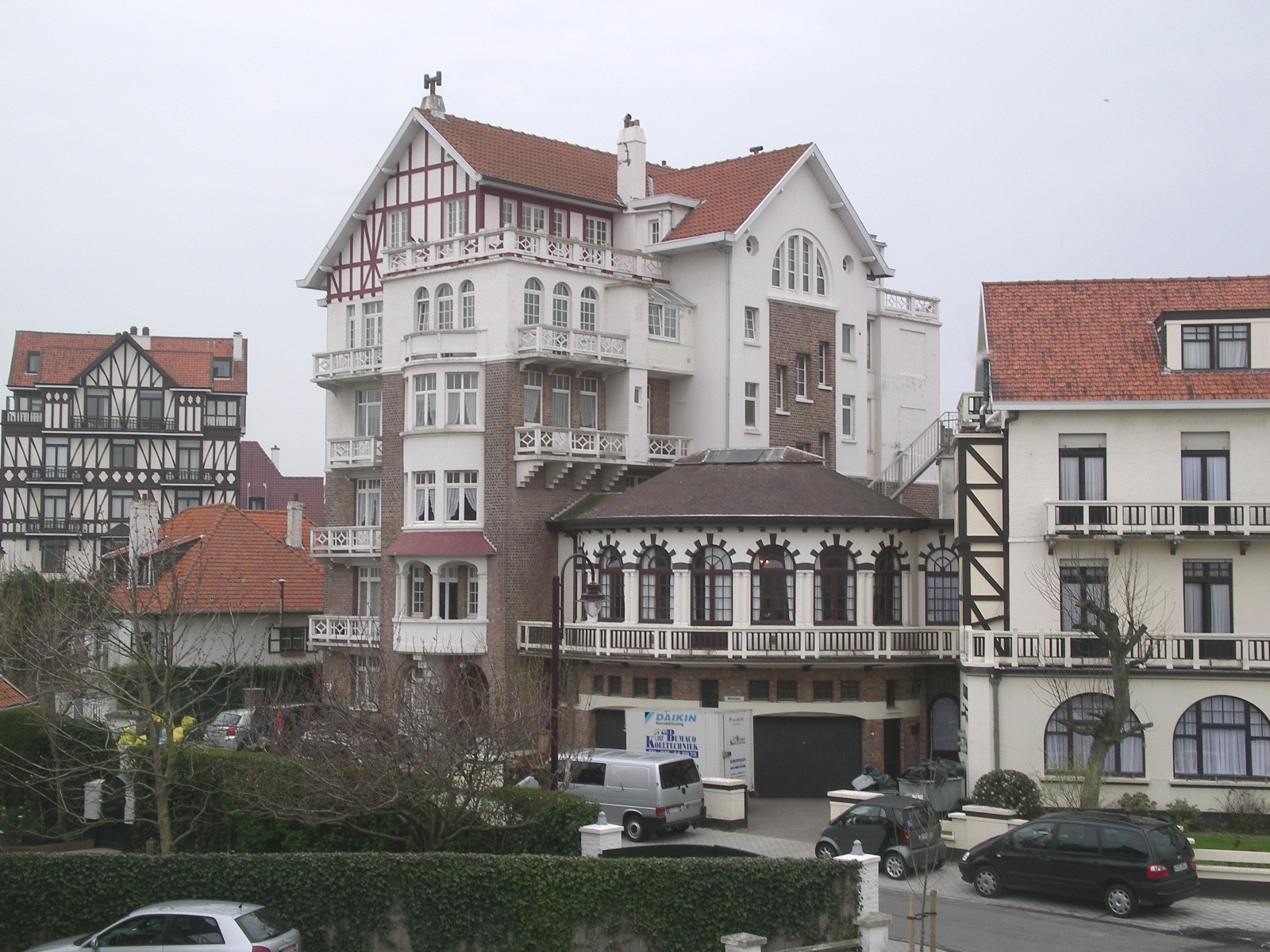
Rua no  Concessie